# Eugeniusz Banaszczyk

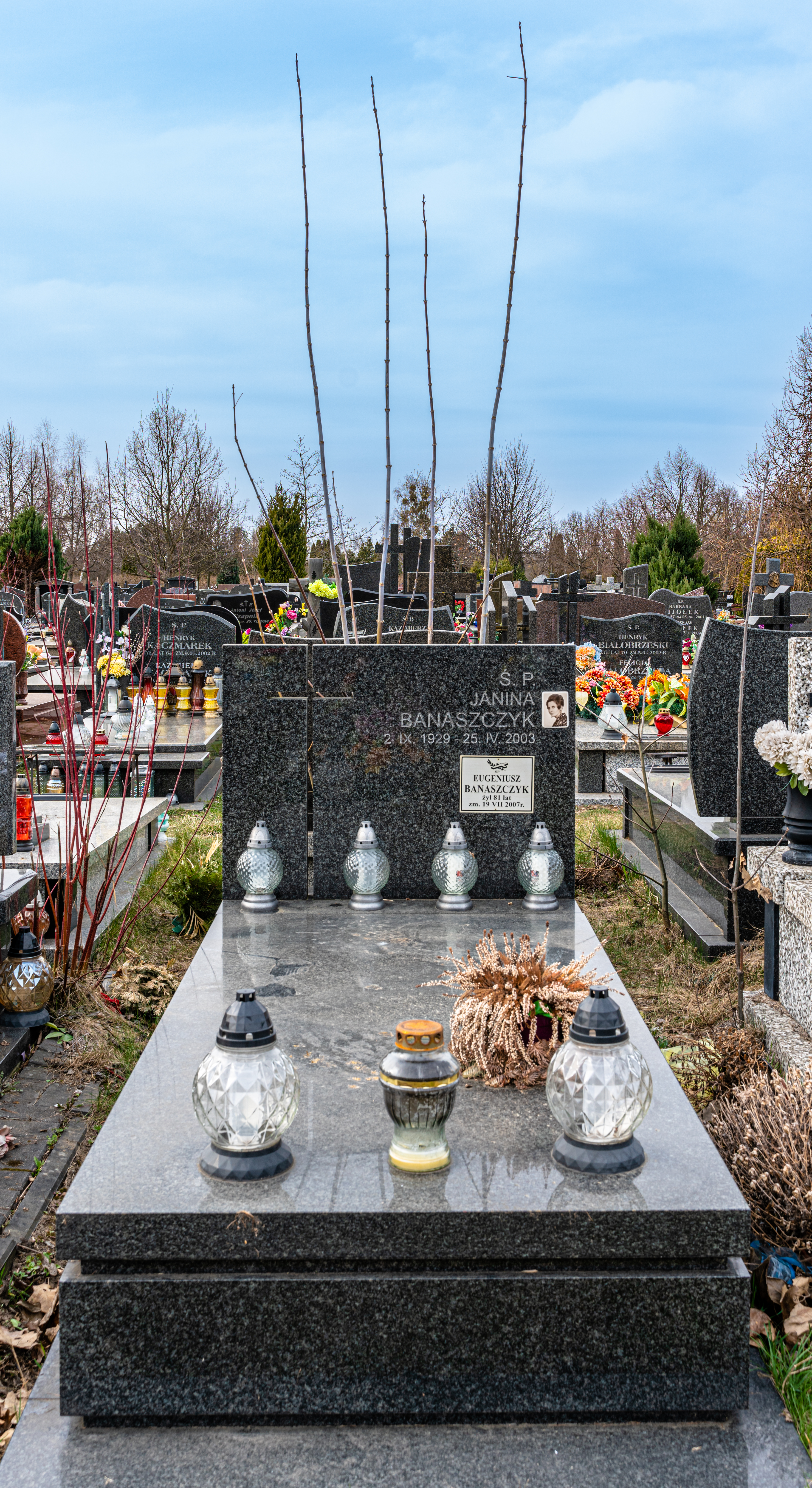
Grób Eugeniusza Banaszczyka na cmentarzu komunalnym Północnym w Warszawie

Eugeniusz Jerzy Banaszczyk (ur. 13 września 1925 w Łodzi, zm. 19 lipca 2007 w Warszawie) – polski śpiewak operowy (baryton), także aktor.

## Życiorys
W latach 1946–1947 zaczął pracę w łódzkim Teatrze Wojska Polskiego jako adept. Później został zatrudniony na stanowisku śpiewaka w Polskim Radiu w Łodzi, gdzie pracował w latach 1949–1950. Następnie związał się ze Studiem Operowym przy Filharmonii Bałtyckiej w Gdańsku, gdzie był solistą w latach 1950–1953, a w latach 1953–1962 w Operze i Filharmonii Bałtyckiej (tamże).
Ostatnim miejscem jego pracy, a zarazem instytucją, z którą był najdłużej związany, to Teatr Wielki w Warszawie. Jego solistą był w latach 1962–1990. W 1974 zagrał też rolę Kelnera w „Piekiełku” w serialu telewizyjnym Ile jest życia w reżyserii Zbigniewa Kuźmińskiego.
Zmarł 19 lipca 2007 w Warszawie i został pochowany na cmentarzu komunalnym Północnym na Wólce Węglowej.

## Spektakle
Teatr Melodram (filia Teatru Wojska Polskiego), Łódź
- 1948 – Gody weselne (widowisko ludowe) jako Starosta (reż. Leon Schiller)

### Studio Operowe przy Filharmonii Bałtyckiej, Gdańsk
- 1950, 1951 – Eugeniusz Oniegin jako Eugeniusz Oniegin (reż. Wiktor Bregy)
- 1951 – Madame Butterfly jako Sharpless (reż. W. Bregy)
- 1952 – Traviata jako Georges Germont, Baron Douphol (reż. Zbigniew Sawan)
- 1952 – Eugeniusz Oniegin jako Diabeł (reż. W. Bregy)
- 1952 – Wesele Figara jako hrabia (reż. W. Bregy)

### Opera i Filharmonia Bałtycka, Gdańsk
- 1953 – Halka jako Janusz (reż. Kazimierz Czarnecki)
- 1953 – Młoda Gwardia jako Eugeniusz Stachowicz (reż. Antoni Majak)
- 1954 – Cyganeria jako Marceli (reż. A. Majak)
- 1955 – Cyrulik sewilski jako Figaro (reż. Hugon Moryciński)
- 1956 – Halka jako Janusz (reż. Zygmunt Latoszewski)
- 1956 – Faust jako Walenty (reż. W. Bregy)
- 1956 – Dama pikowa jako książę Jelecki (reż. W. Bregy)
- 1956 – Krakatuk jako Wuj Fantazjusz (reż. W. Bregy)
- 1957 – Wesele Figara jako hrabia Almaviva (reż. Ryszard Ślęzak)
- 1957 – Madame Butterfly jako Sharpless (reż. Karol Urbanowicz)
- 1957 – Eugeniusz Oniegin jako Eugeniusz Oniegin (reż. W. Bregy)
- 1958 – Peter Grimes jako Ned Keene (reż. W. Bregy)
- 1959 – Don Giovanni jako Don Giovanni (reż. Emil Chaberski)

### Teatr Wielki, Warszawa
- 1962 – Ifigenia na Taurydzie jako Orestes (reż. Ludwik René)
- 1962 – Opowieści Hoffmanna jako Mikołaj (reż. Bronisław Horowicz)
- 1962 – Czerwony płaszcz (reż. François Guillot de Rode)
- 1962 – Białowłosa jako Robert (reż. Wowo Bielicki)
- 1963 – Więzień jako zakonnik II (reż. Aleksander Bardini)
- 1966 – Faust jako Walentyn (reż. Ladislav Stros)
- 1967 – Bunt żaków jako Mieszczanin II, Żak II (reż. Roman Sykała)
- 1967, 1969 – Carmen jako Morales (reż. Erhard Fischer)
- 1968 – Madame Butterfly jako Sharpless (reż. Danuta Baduszkowa)
- 1970 – Wesele Figara jako hrabia Almaviva (reż. Lia Rotbaumówna)
- 1971 – Cyrulik sewilski jako Fiorello (reż. D. Baduszkowa)
- 1971 – Konsul jako Assan (reż. Józef Grubowski)
- 1972 – Borys Godunow jako Jezuita (reż. Jan Świderski)
- 1973 – Świat na księżycu jako doktor Ecclitico (reż. Urlich Baumgartner)
- 1974 – Bardzo śpiąca królewna jako babcia (reż. Witold Gruca)
- 1975 – Diabły z Loudun jako sędzia (reż. Kazimierz Dejmek)
- 1975 – Trzej muszkieterowie gościnnie jako książę Buckingham (reż. Maciej Zenon Bordowicz
- 1976 – Katarzyna Izmajłowna jako Subiekt; Urzędnik policji (reż. Lew Michajłow)
- 1982 – Hrabina jako Bogusławski (reż. Maria Fołtyn)
- 1982 – Inge Bartsch jako Gość II (reż. Henryk Czyż)
- 1983 – W małym dworku jako Dyapanazy Nibek (reż. Wojciech Szulczyński)
- 1983 – Borys Godunow jako Jezuita (reż. Marek Grzesiński)
- 1984 – Sonata Belzebuba jako lokaj I (reż. Bogdan Hussakowski)
- 1984 – Woyzeck jako Terminator II (reż. M. Grzesiński)
- 1984 – Paziowie królowej Marysieńki jako król Jan III Sobieski (reż. Maciej Dzienisiewicz)
- 1987 – Traviata jako baron Douphol (reż. M. Grzesiński)
- 1987 – Nasz Karol. Opowieść o Karolu Kurpińskim jako Radomir; Pan Grynszpan; Bryndas (reż. Hanna Chojnacka)
- 1990 – Paziowie królowej Marysieńki jako król Jan III Sobieski (reż. Zbigniew Bogdański)
- 1991 – Krakowiacy i Górale jako Bartłomiej (reż. Krzysztof Kolberger)
- 1992 – Cyrulik sewilski jako Fiorello (reż. Jerome Savary)
- 1993 – Salome jako Mieszkaniec Kapadocji (reż. A. Majewski, M. Weiss-Grzesiński)
- 1993 – Skrzypek na dachu jako Żyd I; Pop (reż. Jerzy Gruza) – Opera Narodowa
- 1994 – Nędza uszczęśliwiona jako członek komisji (reż. K. Kolberger) – Opera Narodowa
- 1994 – Fedora jako Lorek (reż. Piotr Szalsza)
- 1999 – Rigoletto jako Marullo (reż. Gilbert Deflo) – Opera Narodowa

### Inne teatry
Operetka Warszawska, Warszawa
- 1971 – Zemsta nietoperza gościnnie jako Frank (reż. Erwin Leister)

Teatr Studio, Warszawa
- 1995 – La Boheme gościnnie jako Geniusz (reż. Jerzy Grzegorzewski)
- 1998 – Antygona jako jeden z chóru (reż. Zbigniew Brzoza)

Teatr Narodowy – Scena Operowa, Warszawa
- 1997 – Rigoletto jako Marullo (reż. G. Deflo)

## Odznaczenia
- Krzyż Kawalerski Orderu Odrodzenia Polski (1975)
- Złoty Krzyż Zasługi (1955)
- Medal 40-lecia Polski Ludowej (1985)